# Кулешово (Тульская область)
Кулешо́во — село в Суворовском районе Тульской области России. 
В рамках административно-территориального устройства является центром Кулешовской сельской территории Суворовского района, в рамках организации местного самоуправления входит в Юго-Восточное сельское поселение.
До 1929 года село являлось центром Кулешовской волости Лихвинского уезда Калужской губернии. Позже вошло в состав Черепетского района Калужского округа Московской области, а с 1937 года — в состав вновь образованной Тульской области.

## География
Расположено на правом берегу Упы, притока Оки, рядом с устьем.

## Население
| 2002 | 2010 |
| ---- | ---- |
| 313  | ↘299 |

## Инфраструктура
С районным центром (г. Суворов) село связано новой асфальтированной дорогой, обеспечивающей подъезд в любое время года.
В селе находится отделение почты России, отделение связи, телефон, телеграф, обеспечен доступ в интернет. На территории села работает магазин. Есть медицинский пункт, дом культуры и библиотека.

## История
Когда-то территория района была дном древнего моря, о чём свидетельствуют морские отложения, обнаруженные в известняках и долинах рек. Также здесь располагаются выходящие на поверхность доледниковые отложения.
По сведениям за 1859 г. село казённого ведомства находилось в десяти верстах от уездного города Ли́хвина Калужской губернии. В 164 дворах проживало 875 мужского и 911 женского населения. В 1862 г. в 267 дворах проживало 996 мужского и 1063 женского населения. По сведениям за 1893 г. в 402 дворах проживало 1494 мужского и 1655 женского населения. Сильный приход в 3000 прихожан.
В селе функционировал Кулешовский сельский банк (сведения 1913 г.).
В селе Кулешово находилась Церковь Рождества Пресвятой Богородицы, перестроенная в 1852 г. прихожанами. Первоначально церковь Успенская устроена в 1780 году, возобновлена в 1825 году. Здание церкви и колокольни были каменными, покрытые железом. Вокруг церкви простиралась каменная ограда. В селе находилась каменная часовня , построенная в 1889 г. в память события 900-летия крещения Руси и чудесного спасения жизни императора Александра III во время крушения царского поезда 17 октября 1888 г. В числе церковной утвари имелся серебро-позлащенный ковчег, весом более 2 фунтов, пожертвованный императором Александром I крестьянам села Кулешово за их труд на Тульском оружейном заводе.
В 1937 году церковь была разрушена советской властью. Ходят легенды, якобы при разрушении церкви крест с колокольни упал и настолько вошёл в землю, что его не смогли из неё извлечь.

Из церковного камня была построена школа. Школа представляет собой большое кирпичное двухэтажное здание. Вокруг школы разбит прекрасный сад. Коридор первого этажа выстлан старинным церковным кафелем. При входе на полу кафельной мозаикой выложен год разрушения храма и постройки школы. В 2006 году школа была закрыта в связи с реструктуризацией и оптимизацией сельских школ. Дети обучаются в МКОУ "Черепетская СОШ ЦО им. Н.К .Аносова", куда их доставляет школьный автобус.
На церковной земле был построен сельский клуб из кирпича разрушенной церкви, переоборудованный впоследствии в колхозный склад. В настоящее время разрушается.
Рядом со старым клубом на месте церкви был построен новый дом культуры и здание сельской администрации. В конце 1990-х начале 2000-х гг. была попытка восстановить церковь в Кулешово, однако сил и средств оказалось недостаточно, и эта затея канула в лету. В 20-30 метрах западнее церкви находилась церковно-приходская школа. Здание просуществовало до середины 1990-х гг. Сгорело. На его месте поставлен памятник погибшим землякам в годы Великой Отечественной войны. В селе находилось приходское училище. Земская школа существовала с 1849 года в доме, пожертвованном крестьянином села Кулешово. Церковно-приходская школа открыта в 1891 г. в том же здании, где и земская.
В селе Кулешово, той же волости, до 1917 года работал земский приемный покой на две кровати. До 1970-х гг. в Кулешово функционировала сельская больница. Была закрыта; здания амбулатории, стационара и столовой переоборудованы в общежитие. В настоящее время разрушены.
В селе Кулешово родился Герой Советского Союза Евгений Петрович Тарасов .
Село Кулешово — родина генерала-майора Фёдора Дмитриевича Рубцова.
В Кулешове родился Почетный гражданин города-героя Тулы Виктор Дмитриевич Кондрашов (1928 г.)
В селе Кулешово родился кавалер трёх орденов Красной Звезды и ордена Отечественной войны 1 степени полковник в отставке Сергейчев Михаил Фролович

## Достопримечательности
Св. источник «Прощенный колодец» , близ которого строится часовня Св. Николая Чудотворца — село Кулешово.
Курган у посёлка Оматы — памятник археологии, село Кулешово на левом берегу Упы.
Курган у посёлка Льва Толстого — памятник археологии, село Кулешово на правом берегу Упы.

## Транспорт
Из Москвы автобус от автостанции «Новоясеневская» до Суворова, далее на рейсовом автобусе Суворов — Мишнево (2 раза в день: 7.40, 15.15).
Из Тулы и Калуги ходят автобусы до Краинки и Суворова.
Из Москвы по трассе М3 через г. Калугу или М2 через г. Тулу до г. Суворов, далее асфальтированная дорога до Кулешово, Мишнево.